# Z 22 Anton Schmitt
Der Zerstörer Z 22 Anton Schmitt war der letzte vor Beginn des Zweiten Weltkriegs fertiggestellte Zerstörer des Typs 36 der Kriegsmarine. Das Boot wurde am 10. April 1940 im Hafen von Narvik durch zwei Torpedotreffer versenkt.

## Geschichte

### Bau
Die Kiellegung des Schiffes erfolgte am 3. Januar 1938 auf der Deschimag-Werft AG Weser in Bremen und der Stapellauf am 20. September 1938. Namenspatron des Zerstörers war der in der Skagerrakschlacht gefallene Maat Anton Schmitt.

### Laufbahn
Nach der Indienststellung unter Korvettenkapitän Friedrich Böhme am 24. September 1939 wurde Z 22 (taktische Kennung 41) am 1. Dezember 1939 der 3. Z-Flottille unter Fregattenkapitän Hans-Joachim Gadow zugeteilt. Der erste Einsatz erfolgte in der Nacht vom 10. auf den 11. Januar 1940 unter dem Führer der Zerstörer, Kommodore Friedrich Bonte, bei einem offensiven Minenlegeunternehmen vor Newcastle, an dem neben der Anton Schmitt die Zerstörer Wilhelm Heidkamp, Karl Galster, Richard Beitzen und Friedrich Eckoldt beteiligt waren. Am 26. Januar 1940 führte eine lecke Ölleitung zu einem Kesselraumbrand. Die Schadensbeseitigung erforderte einen längeren Werftaufenthalt, sodass Z 22 erst Ende März 1940 wieder einsatzbereit war.
Für das Unternehmen Weserübung, die Besetzung Norwegens im April 1940, wurde Z 22 der Kriegsschiffsgruppe 1 unter Kommodore Bonte zugeteilt, die 2000 deutsche Gebirgsjäger unter Generalmajor Eduard Dietl zur Besetzung des Erzhafens Narvik bringen sollte. Der aus zehn Zerstörern bestehende Verband lief am 7. April 1940 aus, wurde noch in den Morgenstunden des gleichen Tages von britischen Aufklärungsflugzeugen gesichtet und später von Fliegerverbänden, allerdings erfolglos, angegriffen. Am Abend des 8. April erreichten die zehn Zerstörer den Eingang zum Vestfjord, und am Morgen des 9. April passierten sie die Ramnes-Hamnes-Enge. Z 22 entwaffnete dabei das norwegische Wachboot Senja.
Befehlsgemäß sollten die Zerstörer unmittelbar nach Ausschiffen ihrer Truppen den Rückmarsch antreten, doch Treibstoffmangel zwang zu einem ungewollten Aufenthalt in Narvik. In der Nacht vom 9. auf den 10. April 1940 gelang es der britischen 2. Z-Flottille (2. Destroyer-Flottilla) unter Captain Bernard Warburton-Lee, von den Deutschen unbemerkt in den Fjord einzulaufen und um 05:30 die ankernden Zerstörer anzugreifen (→ Schlacht um Narvik). Nachdem auf Bontes Flaggschiff Wilhelm Heidkamp die Gefahr erkannt worden war und als gerade Alarm gegeben werden sollte, wurde dieses Schiff von einem Torpedo getroffen. Die Explosion riss das ganze Achterschiff weg. Kurz darauf schlugen zwei weitere Torpedos auf der Anton Schmitt ein. Der Zerstörer brach auseinander und sank. 52 Besatzungsmitglieder fanden den Tod. Böhme, der Kommandant, überlebte.
Das Wrack liegt auf Position 68° 26′ 4″ N, 17° 22′ 40″ O in einer Tiefe von etwa 23 Metern und kann betaucht werden.

## Kommandant
- Korvettenkapitän Friedrich Böhme: vom 24. September 1939 bis 10. April 1940